# Cardiolipine

La cardiolipine comporte quatre chaînes hydrophobes.

La cardiolipine (diphosphatidyl glycerol en anglais) ou cardiolipide en français (glycérol bisphosphatidyle) est un lipide qui représente 18 % des molécules de la membrane interne de la mitochondrie et qui est responsable de la forte imperméabilité de la membrane interne aux protons. La cardiolipine se retrouve également dans les membranes de la plupart des bactéries. Elle a été découverte au départ dans les cellules cardiaques, d'où son nom, mais est présente dans une grande variété de cellules. Chez les mammifères ainsi que chez les plantes, on ne la trouve cependant quasiment que dans la membrane interne des mitochondries, où elle contribue à la structure quaternaire des protéines et participe à l'accolement des deux membranes mitochondriales à certains endroits permettant le passage de protéines ; elle est notamment essentielle au fonctionnement optimal de nombreuses protéines impliquées dans le métabolisme énergétique mitochondrial.